# DC Studios
DC Studios, conosciuta fino al 2022 come DC Films, è una casa di produzione cinematografica e televisiva statunitense con sede a Burbank, California. È una divisione di Warner Bros. Entertainment, una sussidiaria di Warner Bros. Discovery (WBD). È responsabile della produzione di film live-action, film animati, serie televisive e videogiochi basati sui personaggi di DC Comics, per la maggior parte facenti parte del suo media franchise e universo condiviso di punta, il DC Universe (DCU). Lo studio è diretto dal regista e sceneggiatore James Gunn e dal produttore Peter Safran, che ne sono co-presidenti e co-CEO fin dalla sua fondazione il 1º novembre 2022.
Il precedente, DC Studios, è stato fondato il 17 maggio 2016 come divisione di Warner Bros. Pictures per supervisionare la produzione dei film DC Comics, per la maggior parte appartenenti al media franchise e universo condiviso DC Extended Universe (DCEU). È stato diretto dal fumettista e sceneggiatore televisivo Geoff Johns e dal produttore Jon Berg come co-presidenti. Dopo una serie di film del DCEU che hanno ricevuto recensioni mediocri e hanno deluso al botteghino, entrambi hanno lasciato l'incarico alla fine del 2017 e la divisione è stata riorganizzata, con Walter Hamada che è stato assunto come presidente dello studio. Dopo la fusione tra WarnerMedia, il proprietario di DC e Warner Bros., e Discovery nell'aprile 2022, Warner Bros. Discovery ha rivisto i suoi piani, con Hamada che ha lasciato il suo incarico nell'ottobre 2022. DC Films è stata chiusa in favore di DC Studios, una nuova divisione con una maggiore supervisione sui media di DC. Gunn e Safran, che avevano in precedenza lavorato ad alcuni progetti del DCEU, sono stati assunti per guidare lo studio, e i due hanno iniziato a lavorare sul DCU, un nuovo media franchise che rappresenta un soft reboot del DCEU.
Dal 2016 al 2023, DC Films ha prodotto 13 film facenti parte del DCEU, da Suicide Squad (2016) ad Aquaman e il regno perduto (2023), insieme a due film standalone come Joker (2019) e The Batman (2022). I film dello studio Aquaman e Joker sono tra i 50 film di maggior incasso di tutti i tempi, con Joker che è diventato il primo film R-rated a incassare oltre 1 miliardo $. Il primo titolo di DC Studios è stato la serie televisiva The Penguin, uno spin-off di The Batman. DC Studios ha in progetto di distribuire film e serie televisive legate al DCU, a partire dalla serie animata Creature Commandos (2024) e continuando col film Superman (2025). I titoli che non fanno parte del DCU faranno parte dell'etichetta DC Elseworlds. Il primo film animato dello studio sarà Dynamic Duo (2028).

## Storia

### Nascita di DC Films e primi anni (2016-2022)

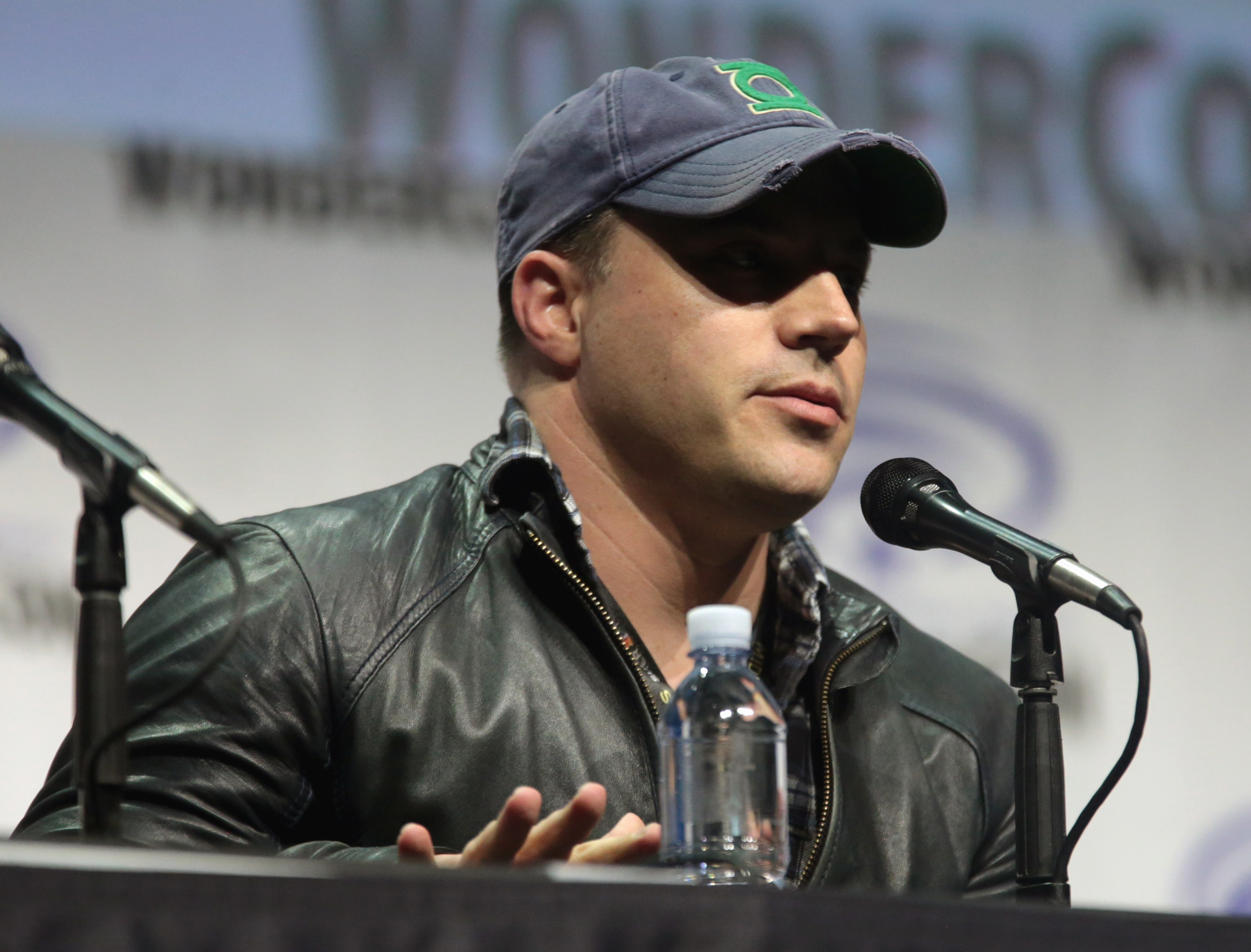
Geoff Johns è stato il co-fondatore e il co-presidente dei DC Films e ha supervisionato il DCEU dal 2015 al 2018.

Dopo l'accoglienza controversa di Batman v Superman: Dawn of Justice, Warner Bros. Pictures cercò di dare una direzione stabile al suo media franchise e universo condiviso, il DC Extended Universe (DCEU). Nel maggio 2016 lo studio si riorganizzò, con i film di DC Entertainment che rientravano sotto la direzione di Warner Bros. Pictures che furono posti sotto la direzione di una nuova divisione, DC Films, guidata dal vice presidente esecutivo di Warner Bros., Jon Berg, e dal responsabile dei contenuti creativi di DC Comics, Geoff Johns. L'operazione fu fatta con la speranza di competere più direttamente con il media franchise di Marvel Studios, il Marvel Cinematic Universe (MCU). Johns continuò a mantenere il suo ruolo all'interno di DC Comics, riportando al presidente di DC Entertainment, Diane Nelson, mentre Berg riportava al presidente di Warner Bros. Pictures, Greg Silverman.
Il film Justice League, che aveva avuto uno dei budget maggiori nella storia del cinema (quasi 300 milioni $), incassò solo 96 milioni $ nel suo weekend di apertura. Un'analisi del Washington Post paventò che ci sarebbe stato un nuovo cambio di rotta, con un possibile cambio anche nella direzione dello studio. Secondo i giornalisti di Forbes, il cambio di rotta sarebbe coinciso per DC Films con la rinuncia all'universo condiviso, pur continuando a produrre film su Wonder Woman e occasionalmente altri film, dato che Warner Bros. aveva altri franchise con cui lavorare. Nonostante ciò, a dicembre lo studio ribadì la sua lista di film già annunciata per il DCEU. Quello stesso mese, Warner Bros. annunciò una nuova strategia e che DC Films sarebbe stata riorganizzata, con Berg che avrebbe lasciato la sua posizione di co-presidente dello studio per costituire una società di produzione interna alla Warner Bros. con Roy Lee. Johns sarebbe dovuto restare coinvolto nei film successivi della DC nel ruolo di consulente, continuando a ricoprire il ruolo di presidente e responsabile dei contenuti creativi di DC Entertainment, mentre Warner Bros. avrebbe assunto una nuova guida per lo studio. Nel gennaio 2018, il dirigente di Warner Bros. Walter Hamada fu nominato nuovo presidente di DC Films, per supervisionare i film del DCEU. Hamada era molto vicino alla New Line Cinema e aveva contribuito allo sviluppo di film horror, come It e la serie di film The Conjuring.

### Rinnovamento e cambi immediati (2022)
Nell'aprile 2022, dopo la fusione tra la società madre di Warner Bros., WarnerMedia, e Discovery, Inc. per dare vita a Warner Bros. Discovery, il nuovo amministratore delegato David Zaslav considerò la possibilità di un rinnovamento di DC Entertainment, incluso il fatto di avere una guida creativa simile al presidente dei Marvel Studios, Kevin Feige, per dirigere i progetti cinematografici e televisivi. Più tardi, a luglio, Toby Emmerich si dimise da guida della Warner Bros. Motion Picture Group. Il gruppo fu ristrutturato in modo da dare una guida a DC Films, Warner Bros. Pictures, New Line Cinema e Warner Animation Group. Gli ex executive della MGM Michael De Luca e Pamela Abdy diventarono co-executive di Warner Bros. Pictures e di New Line Cinema. Furono anche incaricati a tempo per supervisionare i restanti studi del gruppo fino a quando le nuove posizioni non fossero state occupate.
Quando l'uscita del film Batgirl fu cancellata da Warner Bros. Discovery ad agosto, Hamada non fu consultato in merito alla decisione e ne venne a conoscenza solo quando De Luca e Abdy lo informarono durante una proiezione di prova di Black Adam (2022). Hamada rimase deluso e prese in considerazione le dimissioni, ma accettò di rimanere fino all'uscita di Black Adam. Qualche settimana più tardi, Dan Lin entrò in trattative per supervisionare le divisioni cinematografiche e televisive di DC. In questo ruolo, Lin avrebbe dovuto riferire direttamente a Zaslav, mentre Hamada avrebbe lasciato lo studio. A settembre Lin e Warner Bros. Discovery interruppero le trattative e si separarono. Durante la premiere di Black Adam a ottobre, l'attore e produttore Dwayne Johnson dichiarò che sarebbe potuto essere un consulente per DC Films, aiutando lo studio a trovare la sua futura guida creativa.

### Nascita di DC Studios e nuova guida (dal 2022)
Dopo una settimana da quando Hamada aveva lasciato il suo incarico, James Gunn e Peter Safran, che avevano lavorato ad alcuni progetti del DCEU come The Suicide Squad (2021) e Peacemaker (2022), furono annunciati come co-CEO e co-presidenti di DC Studios, una nuova casa di produzione sotto il cappello di Warner Bros. Entertainment. DC Films fu chiusa e DC Studios dette una mano a supervisionare i progetti dello studio che dovevano uscire nel 2023. Il duo fu incaricato di supervisionare la produzione di film, prodotti televisivi e animati sotto l'etichetta DC, riportando direttamente a David Zaslav, lavorando fianco a fianco ma allo stesso tempo in maniera indipendente dalle guide di altre divisioni della Warner Bros. Discovery. Gunn ebbe l'incarico di supervisionare lo sviluppo creativo dei progetti DC, mentre Safran di supervisionare la produzione. I loro ruoli furono ufficializzati il 1º novembre dello stesso anno.
A novembre Gunn disse che lo studio si sarebbe focalizzato su diversi progetti live-action e animati del DCU e confermò che i successivi progetti DC sarebbero stati rilasciati sotto l'etichetta di DC Studios, inclusi quelli girati prima della creazione del nuovo studio. Nel dicembre dello stesso anno, Gunn e Henry Cavill annunciarono che Cavill non sarebbe più tornato come Superman in nessun progetto futuro. Gunn annunciò che stava scrivendo un nuovo film di Superman, basato su una versione più giovane del personaggio. Si diceva anche che Ben Affleck (che in precedenza interpretava Bruce Wayne / Batman) fosse in trattative per dirigere un nuovo progetto dei DC Studios, ma lo stesso Affleck avrebbe poi affermato che non stava dirigendo alcun film per la DC. Gunn in seguito rivelò che i nuovi film DC avrebbero avuto la stessa attenzione per i personaggi più conosciuti e quelli meno conosciuti, traendo ispirazione dalle serie animate DC Justice League Unlimited e Young Justice.
Il 31 gennaio 2023 Gunn e Safran annunciarono il primo capitolo dell'universo DCU, intitolato Gods and Monsters. I due misero insieme un team di sceneggiatori composto da Drew Goddard, Jeremy Carver, Christina Hodson, Christal Henry e Tom King. I progetti che non avrebbero fatto parte dell'universo condiviso, sarebbero stati etichettati come "DC Elseworlds". Il mese successivo, Gunn confermò lo sviluppo di film d'animazione, sia all'interno del DCU che del DC Elseworlds. Gunn dichiarò a marzo che stavano lavorando alla possibile inclusione di personaggi dall'etichetta Vertigo Comics di DC, oltre a un film su Swamp Thing, e dichiarò il mese successivo che c'erano piani per includere personaggi di Milestone Media, di proprietà di DC, come Static. A febbraio 2024, Gunn e Safran collaborarono con le sussidiarie di Warner Bros. Discovery per acquisire il documentario su Christopher Reeve, Super/Man: The Christopher Reeve Story. Questo fu il primo film distribuito sotto l'etichetta di DC Studios, mentre The Penguin fu la prima produzione di DC Studios e la prima serie a essere distribuita sotto la stessa etichetta.

## Management

### Attuale
- James Gunn: co-presidente e co-amministratore delegato (AD) dei DC Studios; Gunn è alla guida del lato creativo dell'azienda (novembre 2022-presente).[4]
- Peter Safran: co-presidente e co-amministratore delegato (AD) dei DC Studios; Safran è alla guida degli aspetti commerciali dell'azienda (novembre 2022-presente).[4]
- Chantal Nong: vicepresidente senior della produzione, responsabile dello sviluppo e della gestione della produzione dei film basati sui prodotti DC (febbraio 2018-presente).[25]
- Candice McDonough: vicepresidente esecutivo (EVP), pubblicità e comunicazioni; McDonough si occupa delle relazioni con i media, della pubblicità e delle comunicazioni esterne e interne (luglio 2023-presente).[26]
- Galen Vaisman: vicepresidente (VP), sviluppo creativo.[27][28]

### Precedente
- Jon Berg: ex vicepresidente esecutivo (EVP) di Warner Bros. Pictures,[7] ex co-presidente di DC Films ed ex co-responsabile del DCEU (maggio 2016-dicembre 2017).[29]
- Geoff Johns: ex co-presidente di DC Films (maggio 2016-dicembre 2017),[29] ex presidente e direttore creativo di DC Entertainment (febbraio 2010-giugno 2018) ed ex co-responsabile del DCEU (2015-giugno 2018).[30]
- Walter Hamada: ex presidente della produzione cinematografica basata sui prodotti DC presso Warner Bros. Pictures (gennaio 2018-ottobre 2022).[11][31]

## Titoli prodotti

### Film
Tutti i film live-action e i film animati prodotti da DC Films e DC Studios sono distribuiti da Warner Bros. Pictures.

#### Film live-action

##### Film prodotti da DC Films
| Titolo                                                      | Data di distribuzione | Regista                 | Partner di produzione                                                                              | Franchise                        |
| ----------------------------------------------------------- | --------------------- | ----------------------- | -------------------------------------------------------------------------------------------------- | -------------------------------- |
| Suicide Squad                                               | 5 agosto 2016         | David Ayer              | - RatPac-Dune Entertainment - Atlas Entertainment                                                  | DC Extended Universe             |
| Wonder Woman                                                | 2 giugno 2017         | Patty Jenkins           | - Atlas Entertainment - Cruel and Unusual Films                                                    | DC Extended Universe             |
| Justice League                                              | 17 novembre 2017      | Zack Snyder Joss Whedon | - RatPac-Dune Entertainment - Atlas Entertainment - Cruel and Unusual Films                        | DC Extended Universe             |
| Aquaman                                                     | 21 dicembre 2018      | James Wan               | - RatPac-Dune Entertainment - The Safran Company - Cruel and Unusual Films - Mad Ghost Productions | DC Extended Universe             |
| Shazam!                                                     | 5 aprile 2019         | David F. Sandberg       | - New Line Cinema - The Safran Company - Seven Bucks Productions                                   | DC Extended Universe             |
| Joker                                                       | 4 ottobre 2019        | Todd Phillips           | - Village Roadshow Pictures - Bron Creative - Joint Effort Productions                             | Serie di film di Joker           |
| Birds of Prey e la fantasmagorica rinascita di Harley Quinn | 7 febbraio 2020       | Cathy Yan               | - LuckyChap Entertainment - Kroll & Co. Entertainment - Clubhouse Productions                      | DC Extended Universe             |
| Wonder Woman 1984                                           | 25 dicembre 2020      | Patty Jenkins           | - Atlas Entertainment - The Stone Quarry                                                           | DC Extended Universe             |
| Zack Snyder's Justice League                                | 18 marzo 2021         | Zack Snyder             | - Access Entertainment - Atlas Entertainment - Dune Entertainment - The Stone Quarry               | DC Extended Universe             |
| The Suicide Squad - Missione suicida                        | 5 agosto 2021         | James Gunn              | - Atlas Entertainment - The Safran Company                                                         | DC Extended Universe             |
| The Batman                                                  | 4 marzo 2022          | Matt Reeves             | - 6th & Idaho - Dylan Clark Productions                                                            | Universo condiviso di The Batman |
| Black Adam                                                  | 21 ottobre 2022       | Jaume Collet-Serra      | - New Line Cinema - Seven Bucks Productions - FlynnPictureCo.                                      | DC Extended Universe             |
| Shazam! Furia degli dei                                     | 17 marzo 2023         | David F. Sandberg       | - New Line Cinema - The Safran Company                                                             | DC Extended Universe             |
| The Flash                                                   | 16 giugno 2023        | Andy Muschietti         | - The Disco Factory - Double Dream                                                                 | DC Extended Universe             |
| Blue Beetle                                                 | 18 agosto 2023        | Ángel Manuel Soto       | The Safran Company                                                                                 | DC Extended Universe             |
| Aquaman e il regno perduto                                  | 22 dicembre 2023      | James Wan               | - The Safran Company - Atomic Monster - Domain Entertainment                                       | DC Extended Universe             |

##### Film prodotti da DC Studios
| Titolo                 | Data di distribuzione | Regista         | Partner di produzione                            | Franchise                        | Stato           |
| ---------------------- | --------------------- | --------------- | ------------------------------------------------ | -------------------------------- | --------------- |
| Superman               | 11 luglio 2025        | James Gunn      | - Troll Court Entertainment - The Safran Company | DC Universe                      | Distribuito     |
| Supergirl              | 26 giugno 2026        | Craig Gillespie | —                                                | DC Universe                      | Post-produzione |
| Clayface               | 11 settembre 2026     | TBA             | 6th & Idaho                                      | DC Universe                      | Pre-produzione  |
| The Batman - Parte due | 1º ottobre 2027       | Matt Reeves     | - 6th & Idaho - Dylan Clark Productions          | Universo condiviso di The Batman | In sviluppo     |

#### Film animati
| Titolo      | Data di distribuzione | Regista      | Partner di produzione                           | Studio di animazione | Franchise | Stato         |
| ----------- | --------------------- | ------------ | ----------------------------------------------- | -------------------- | --------- | ------------- |
| Dynamic Duo | 30 giugno 2028        | Arthur Mintz | - Warner Bros. Pictures Animation - 6th & Idaho | Swaybox Studios      | —         | In produzione |

#### Documentari
| Titolo                                 | Data di distribuzione | Regista                      | Partner di produzione                                                       | Partner di distribuzione                                                    |
| -------------------------------------- | --------------------- | ---------------------------- | --------------------------------------------------------------------------- | --------------------------------------------------------------------------- |
| Super/Man: The Christopher Reeve Story | 21 settembre 2024     | Ian Bonhôte e Peter Ettedgui | - Words + Pictures - Passion Pictures - Misfits Entertainment - Jenco Films | - Warner Bros. Pictures - HBO Documentary Films - CNN Films - Fathom Events |

### Serie televisive

#### Serie televisive live-action
Tutte le serie televisive live-action sono co-prodotte in associazione con Warner Bros. Television.
| Titolo                        | Data di distribuzione | Showrunner     | Partner di produzione | Franchise                        | Network originale | Note            |
| ----------------------------- | --------------------- | -------------- | --- | -------------------------------- | ----------------- | --------------- |
| The Penguin                   | 2024                  | Lauren LeFranc | - Acid and Tender Productions - 6th & Idaho Motion Picture Company - Dylan Clark Productions - Chapel Place Productions - Zobot Projects | Universo condiviso di The Batman | HBO               | Miniserie       |
| Peacemaker (seconda stagione) | 2025                  | James Gunn     | - The Safran Company - Troll Court Entertainment                                                                                         | DC Universe                      | Max               | Post-produzione |

#### Serie animate
| Titolo                         | Data di distribuzione | Showrunner   | Partner di produzione                                                                               | Studio di animazione    | Franchise                          | Network originale        | Note                            |
| ------------------------------ | --------------------- | ------------ | --------------------------------------------------------------------------------------------------- | ----------------------- | ---------------------------------- | ------------------------ | ------------------------------- |
| Beast Boy: Lone Wolf           | 2024                  | Rhys Byfield | Hanna-Barbera Studios Europe                                                                        | Gigglebug Entertainment | —                                  | Cartoon Network UK       | Serie di corti                  |
| Creature Commandos             | 2024-                 | Dean Lorey   | - Troll Court Entertainment - The Safran Company - Lorey Stories - Warner Bros. Animation           | BobbypillsStudio IAM    | DC Universe                        | Max                      | Rinnovo per la seconda stagione |
| DC Metal Force                 | 2024-                 | —            | Warner Bros. Animation                                                                              | Snowball Studios        | —                                  | YouTube (canale DC Kids) | Webserie                        |
| Harley Quinn (quinta stagione) | 2025                  | Dean Lorey   | - Yes, Norman Productions - Ehsugadee Productions - Delicious Non-Sequitur - Warner Bros. Animation | TBA                     | Universo condiviso di Harley Quinn | Max                      | TBA                             |

### Podcast
| Titolo                                    | Data di distribuzione | Partner di produzione | Network originale |
| ----------------------------------------- | --------------------- | --------------------- | ----------------- |
| DC Studios Showcase: The Official Podcast | 2024-                 | OBB Sound             | Max               |